# Maria Campbell
Maria Campbell OC, SOM (Park Valley, 26 de abril de 1940) é uma autora de etnia Métis, dramaturga, radialista e cineasta. Campbell é fluente em quatro idiomas: cri, michif, ojibwa ocidental e inglês. Quatro de suas obras foram publicadas em oito países e traduzidas para outras quatro línguas (alemão, chinês, francês, italiano). Campbell teve grande influência em sua comunidade, pois ela está muito envolvida politicamente no ativismo e nos movimentos sociais. Campbell é conhecida por ser a autora de Halfbreed, um livro de memórias que descreve suas próprias experiências como uma mulher Métis na sociedade e as dificuldades que ela enfrentou, que são comumente enfrentadas por muitas outras mulheres dentro e fora de sua comunidade.

## Primeiros anos e carreira
Campbell é a mais velha de oito filhos e teve que abandonar a escola para cuidar de seus irmãos quando sua mãe morreu. Ela se mudou para Vancouver aos quinze anos, mas voltou para Saskatchewan na casa dos vinte e se tornou uma organizadora em sua comunidade. Em 1969 ela publicou Many Laws, um manual que explicava os problemas enfrentados pelos indígenas que se mudam para as cidades.
Campbell se lembra dos primeiros estágios de sua vida em sua comunidade, quando ela e seus irmãos aprenderam a caçar e capturar, dançar, tocar violino e aprenderam o uso de raízes, ervas e cascas. No assentamento de Campbell, sua família consistia em grupos intitulados "The Isbisters", "Campbells" e "Vandals". A família de Campbell era uma mistura de escocês, francês, cri, inglês e irlandês. Campbell relembra suas experiências na escola em Spring River. Suas experiências demonstram o racismo que ocorreu dentro de sua comunidade. Os que eram brancos e os que eram Métis estavam divididos, e muitas crianças Métis eram intimidadas por crianças brancas. Campbell tinha atitudes negativas em relação à escola, resultando em sentimentos de ressentimento em relação à sua comunidade e família.
O pai de Campbell, que era caçador e caçador, tornou-se alcoólatra e sua mãe morreu nessa época durante o parto, deixando Campbell e seus irmãos sozinhos. Aos quinze anos, Campbell se casou com um homem chamado Darrel, com a esperança de que isso a permitisse ficar com seus irmãos e poder sustentá-los. No entanto, Darrel foi abusivo com Campbell e teve seus irmãos levados embora. Campbell mudou-se para Vancouver com Darrell, esperando que sua vida melhorasse. Darrel abandonou Campbell e nunca mais voltou. Isso a deixou sem dinheiro e sem ocupação em Vancouver. Isso forçou Campbell a trabalhar como profissional do sexo, o que parecia ser sua única opção para ganhar a vida. Nessa época, teve que mandar a filha para um convento, pois não tinha como sustentá-la sozinha. As dificuldades que Campbell experimentou a levaram a desenvolver o vício em drogas e álcool. Campbell afirma que se sentiu rejeitada pela cidade de Vancouver, pois sentiu que eles tinham preconceito com ela por ser uma mulher Métis. De acordo com Campbell, o trabalho sexual de sobrevivência era sua opção mais viável neste momento de sua vida, uma dificuldade também imposta a muitas outras mulheres indígenas. Seu envolvimento com o trabalho sexual resultou do isolamento, exclusão e pobreza, devido ao racismo sistêmico. Em Halfbreed, a violência, o racismo e o comércio sexual são descritos como expressões da violência colonial em curso, especialmente na vida das mulheres Metis.
Campbell esteve ausente de sua comunidade por dezessete anos. Ao retornar à sua comunidade em Saskatchewan, Campbell afirma que não era nada como ela se lembrava. Campbell afirma que viu muito mais pobreza e abuso em sua comunidade do que se lembra de seus anos de infância passados lá. Campbell finalmente se recuperou de seu vício em drogas e álcool e se reuniu com seus filhos. Depois de começar a frequentar as reuniões dos Alcoólicos Anônimos, Campbell se envolveu muito mais no ativismo. Estar fortemente envolvida no ativismo político forneceu a Campbell uma conexão com sua comunidade, da qual ela sentia que já havia sido desconectada.
Campbell lutou com uma variedade de experiências enfrentadas por muitas outras mulheres Métis hoje, incluindo dependência de drogas e álcool, recurso ao trabalho sexual, depressão e tentativa de suicídio. Apesar dessas experiências negativas com as quais Campbell lidou, elas também são experiências compartilhadas. Muitos outros membros de sua comunidade compartilham experiências semelhantes.

## Halfbreed(1973)
A primeira obra de Campbell foi o livro de memórias Halfbreed (1973), que trata de sua experiência como mulher Métis no Canadá e do senso de identidade gerado por não ser totalmente indígena nem anglo. Halfbreed é um trabalho autobiográfico que discute vários estágios da vida de Maria Campbell, incluindo sua infância na zona rural de Saskatchewan, seguida por sua vida como trabalhadora do sexo em Vancouver. A obra discute sua vida posterior e os desafios que ela enfrentou associados a ser mãe solteira, bem como seu papel no movimento pelos direitos indígenas que ocorreu em Calgary. Em Campbell's Halfbreed, os primeiros capítulos se concentram nos estágios iniciais de sua vida, onde seu senso de identidade foi criado em sua comunidade perto de Spring River, Saskatchewan. A comunidade de Campbell teve um papel de destaque na formação de sua identidade. Com base na progressão de sua escrita, Campbell tornou-se cada vez mais isolada à medida que sua comunidade se dividia. Halfbreed discute a questão de longa data das lutas urbanas enfrentadas por muitas mulheres indígenas. O trabalho critica os sistemas políticos com base em que eles são corruptos e preconceituosos em relação às mulheres na sociedade. O texto destaca as questões do racismo sistêmico e da violência colonial, bem como os efeitos que o trabalho sexual tem sobre as mulheres nele envolvidas.
O texto destaca o senso de identidade coletiva dos Métis de Campbell, enfatizando o pertencimento à comunidade e as experiências comuns dos Métis. Campbell nasceu e cresceu em uma comunidade Métis; no entanto, usa o termo "halfbreed" em vez de Métis devido a debates em andamento sobre a definição precisa deste último, e faz uma distinção entre as identidades "indígenas" e "halfbreed." Halfbreed é considerado um trabalho seminal da literatura indígena no Canadá e tem sido objeto de muitos trabalhos acadêmicos, provocando debates acadêmicos sobre pan-indigeneidade, identidade Métis, status indígena e a experiência indígena contemporânea no Canadá. Ele relata as dificuldades que Campbell enfrentou em sua busca pela autodescoberta, incluindo pobreza, abuso de substâncias, abuso sexual e trabalho sexual. Halfbreed continua a ser ensinado nas escolas de todo o Canadá e inspira gerações de mulheres e homens indígenas.
O manuscrito original de Halfbreed tinha duas mil páginas; no entanto, a discussão com os revisores resultou na redução do texto para duzentas páginas. Campbell originalmente incluiu mais foco nos estágios sombrios de sua vida, incluindo seu tempo como trabalhadora do sexo lutando contra vícios. Foi solicitado pela equipe de revisão que ela colocasse mais foco em sua infância, a fim de reduzir o aparecimento de aspectos negativos de sua vida. Após as publicações, Halfbreed recebeu críticas e rejeições com base na falta de autenticidade e precisão.
Em maio de 2018, pesquisadores da Universidade de Simon Fraser (BC, Canadá) publicaram um artigo detalhando a descoberta de duas páginas perdidas do manuscrito original do Halfbreed. Essas páginas, descobertas nos fundos de McClelland e Stewart na McMaster University, revelam como Campbell foi estuprada aos 14 anos por membros da RCMP e como ela foi impedida de incluir essas páginas em sua autobiografia publicada pelos editores McClelland e Stewart.
Halfbreed, de Maria Campbell, consiste em piadas com expressões humorísticas. Histórias como essas, com efeito humorístico, são importantes na formação dos filhos Métis, pois são frequentemente utilizadas nas práticas de contação de histórias. O humor usado em seu trabalho neutraliza as experiências negativas de vida de Campbell e é visto como uma expressão de sobrevivência. O efeito humorístico em Halfbreed remove os aspectos sombrios que descrevem a luta enfrentada por muitas populações indígenas e reduz a percepção de uma luta contínua. O texto de Campbell é muitas vezes recebido como uma história de opressão indígena vivida no Canadá.

## Outros trabalhos
Campbell também é autor de três livros infantis: People of the Buffalo (1975), Little Badger and the Fire Spirit (1977) e Riel's People (1978). Todos os três destinam-se a ensinar a espiritualidade e a herança Métis às crianças Métis. Ela também traduziu histórias em The Road Allowance People para os povos Cris e Michif. Campbell optou por traduzir seu trabalho para o que ela descreve como "Inglês da Vila", pois sentiu que isso era mais representativo de suas experiências e comunidade, do que usando o inglês padrão.
Campbell também participou do talk show da CBC Radio Our Native Land.

## Peças
A primeira peça produzida profissionalmente por Campbell, Flight, foi a primeira produção de teatro totalmente aborígine no Canadá moderno. Combinando dança moderna, narrativa e drama com práticas artísticas tradicionais aborígines, este trabalho inicial definiu um tom estilístico que suas produções mais recentes continuam a explorar. Ganhou o Prêmio Dora Mavor Moore no Theatre Passe Muraille de Toronto em 1986 (onde estreou) e o Melhor Produção Canadense no Quinzanne International Festival na cidade de Quebec.

## Carreira política e educação
Além de seu trabalho nas artes, Campbell é voluntária, ativista e defensora dos direitos dos aborígines e das mulheres. Ela foi a fundadora da primeira casa de recuperação para mulheres e do primeiro centro de emergência para mulheres e crianças em Edmonton. Ela trabalhou com jovens aborígenes em teatro comunitário; estabelecer cooperativas de alimentação e habitação; facilitava círculos de mulheres; defendeu a contratação e o reconhecimento de povos indígenas nas artes e orientou muitos artistas indígenas que trabalham em todas as formas de arte. Campbell ocupa o cargo de superior na Comissão de Justiça Aborígine de Saskatchewan e é membro da Grandmothers for Justice Society. Academicamente, ela se concentrou no ensino de história Métis e métodos de pesquisa em tradição oral. Ela trabalhou como pesquisadora, reunindo-se com outros superiores para reunir e registrar evidências históricas orais de muitos aspectos do conhecimento tradicional aborígine, incluindo práticas médicas e dietéticas, bem como espirituais, sociais e culturais em geral. Ela concluiu o curso de mestrado em Estudos Nativos na Universidade de Saskatchewan (embora não tenha sido premiado) e recebeu diplomas honorários da Universidade de Regina, da Universidade de Iorque e da Universidade do Athabasca.
Campbell tornou-se a líder de muitos movimentos sociais Métis e tornou-se muito ativa na comunidade política. Devido à sua mudança para a cidade de Vancouver e aos problemas que enfrentou lá, Campbell sentiu como se tivesse se desconectada de sua comunidade em Saskatchewan. O envolvimento no ativismo e na política permitiu que Campbell se reconectasse com sua comunidade de infância.

## Obras publicadas

### Livros e peças
- 2018: Keetsahnak / Nossas irmãs indígenas desaparecidas e assassinadas - coeditora (em inglês))
- 1995: Stories of the Road Allowance People (em inglês)
- 1989: The Book of Jessica - co-escritora (em inglês)
- 1985: Achimoona - revisora de texto (em inglês)
- 1977: Little Badger and the Fire Spirit (em inglês)
- 1976: Riel's People (em inglês)
- 1975: People of the Buffalo (em inglês)
- 1973: Halfbreed(em inglês)

### Trabalhos audiovisuais
- Wapos Bay ela faz a voz Cri para Kohkum em "The Hardest Lesson" em 2009, que estreou em 14 de junho de 2010 no APTN
- 1995: Journey to Healing (Escritora/Diretora)
- 1994: La Beau Sha Sho (escritora/diretora)
- 1994: Joseph's Justice (escritora/diretora)
- 1987: A Center for Buffalo Narrows (escritora/diretora)
- 1987: My Partners My People (Co-Produtora)
- 1986: Cumberland House (escritora/diretora)
- 1985: Road to Batoche (escritora/diretora)
- 1985: Sharing and Education (Escritora/Diretora)
- 1977: Red Dress (Escritora)
- 1968: Edmonton's Unwanted Women (Escritora/Diretora)

### Rádio
- 1973–1974: Kiskamimsoo (escritora/entrevistadora)
- 1973–1975: Tea with Maria (escritora/entrevistadora)
- 1985: Batoche 85 (escritora/entrevistadora)

### Obras sobre Campbell
- Armstrong, Jolene, Ed. Maria Campbell: Essays On Her Works (em inglês). Toronto: Guernica, 2012. ISBN 978-1-55071-648-1
- Barkwell, Lawrence J. "Maria Campbell" em Women of the Métis Nation (em inglês). Winnipeg: Instituto Louis Riel, 2010. ISBN 978-0-9809912-5-3

## Honrarias

### Prêmios
- 2021: Prêmio Lifetime Achievement do vice-governador, Saskatchewan Arts Awards
- 2012: Distinguished Canadian Award
- 2008: Oficial da Ordem do Canadá[12]
- 2006: Prêmio canadense distinto
- 2006: Ordem de Mérito de Saskatchewan
- 2004: Prêmio Molson do Conselho Canadense de Artes
- 2000: Saskatchewan Theatre Hall of Fame
- 1996: Chief Crowfoot Award, Departamento de Estudos Nativos, Universidade de Calgary
- 1995: National Aboriginal Achievement Award
- 1994: Golden Wheel Award, Rotary Club, Saskatchewan
- 1994: Saskatchewan Achievement Award, Governo de Saskatchewan
- 1992: Gabriel Dumont Medal of Merit, Instituto Gabriel Dumont
- 1986: Chalmers Award for Best New Play
- 1986: Dora Mavor Award
- 1985: Order of the Sash, Métis Nation of Saskatchewan
- 1979: National Hero, Conselho Nativo do Canadá
- 1979: Vanier Award, Instituto Vanier
- 1978: Honorary Chief, Black Lake First Nations

### Honorary Doctorate Degrees
- 1985: Universidade de Regina[10]
- 1992: Universidade de Iorque[10]
- 2000: Universidade do Athabasca[10]
- 2018: Universidade Metropolitana de Toronto[13]
- 2018: Universidade de Winnipeg[14]

## Carreira acadêmica
- Professora catedrática da Universidade de Saskatchewan (atual; nomeada nos departamentos de Inglês, Drama e Estudos Nativos, e como Bolsista Especial sob o Reitor de Artes e Ciências)
- 2000–2001: Stanley Knowles Distinguished Visiting Professorship, Universidade de Brandon
- desde 1998: Instrutora de sessões, Universidade das Primeiras Nações do Canadá
- 1995: Bolsista Aborígine, Universidade de Saskatchewan
- 1991–1997: Professora da Universidade de Saskatchewan

### Escritora residente
- 2008–2009: Universidade de Winnipeg
- 1998–1999: Universidade de Saskatchewan
- 1994–1995: Biblioteca Pública de Whitehorse
- 1985–1986: Biblioteca Pública Prince Albert
- 1983–1984: Teatro de Perséfone
- 1980–1981: Biblioteca Pública Regina
- 1979–1980: Universidade de Alberta